# Pentacapsula neurophila
Pentacapsula neurophila is een microscopische parasiet uit de familie Kudoidae. Pentacapsula neurophila werd in 2003 beschreven door Grossel, Dyková, Handlinger & Munday. 